# 탁재인
탁재인(1944년 6월 28일~)은 대한민국의 성우이다. 1965년 연극 배우로 활동 후 1969년 TBC 성우 5기로 데뷔하였으며 1974년 MBC 공채 6기 성우로 이적하였다.

## 주요 출연작품

### 애니메이션
- 바람돌이 소닉(MBC) - 로보트닉
- 유령대소동(MBC)
- 피터팬의 모험(MBC) - 제임스 후크 선장
- 내일은 야구왕(MBC)
- 도전자 허리케인(MBC)
- 그림명작동화(MBC)
- 동물 보물섬(MBC)
- 세느강의 별(MBC)
- 우주보안관 장고(MBC)
- 마이티 마우스(MBC)
- 컴퓨터 형사 가제트(MBC) - 클로우 박사
- 닥터 슬럼프(MBC) - 우유배달 폭주족 두목
- 피그마리오(MBC)
- 테니스의 여왕(MBC)
- 마르코 폴로의 모험(MBC)
- 용감한 죠리(MBC)
- 축구열풍(MBC) - 미국 축구팬
- 오로라공주와 손오공(MBC)
- 축구왕 슛돌이(SBS) - 베르티(나중)
- 몬스터(투니버스) - 재판관

### 애니메이션 영화
- 머털도사(MBC)
- 머털도사와 또매(MBC)
- 가공스런 미래전쟁(MBC)
- 우주탐사 2100년(MBC) - 램프 / 바리슈
- 오린의 대모험(SBS)

### 영화
- 매드 맥스(MBC)
- 록키 5(MBC)
- 숀 코너리의 함정(KBS) - 태니(로렌스 피쉬번)
- 배트맨(SBS) - 경찰반장(윌리엄 훗킨스)
- 영웅본색 3(SBS) - 아민의 아버지(석견)
- 디레일드(MBC) - 빈센트
- 파이터 블루(MBC)
- 콘 에어(KBS) - 흑마왕(빙 레임스)
- 디어 헌터(MBC)
- 말콤X(KBS)
- 애정의 조건2(MBC)
- 살인 표적(SBS)
- 은밀한 유혹(MBC)
- 어퓨굿맨(MBC)
- 동방불패(MBC) - 상문천(유순)
- 80일간 세계일주(MBC) - 로스(로저 해먼드)
- 크치미스(MBC) - 폴란드 병사
- 비욘드 랭군(KBS) - 아웅 코(아웅 코)
- 레이디 킬러(MBC) - 장군(티지 마) / 지배인(스티븐 루트)
- 셰인(KBS)
- 사랑의 묘약(SBS)
- 십계 (MBC) - 다단(에드워드 G. 로빈슨)
- 리썰 웨폰(MBC) - 피터 맥얼스터(미치 라이언)
- 리썰 웨폰 2(MBC) - 와이드(주니 스미스)
- 리썰 웨폰 3(MBC) - 로저 머터프(대니 글로버)
- 해리슨 포드의 의혹(MBC) - 몰토(조 그라파시)
- 종착역(MBC)
- 화이널 카운트(MBC) - 로완(폴 윈필드)
- 누가 로저 래빗을 모함했나(MBC) - 베이비 허먼(루 허쉬) / 두루피(리처드 윌리엄스)
- 악마의 4시(MBC) - 마르셀(그레고르 아슬란)
- 집념의 추적자(KBS)
- 형사 스타크(MBC) - 서장(팻 콜리)
- 허리케인(MBC) - 케르생(토마스 미첼)
- 크미치스(MBC) - 볼로디요프스키의 동료(카지미에시 비흐니아시)
- 더티 해리 4 - 써든 임팩트(MBC)

### 외화
- 오토 맨(MBC) - 커티스
- 대진제국(MBC) - 신도
- 제시카의 추리극장(MBC)
- 대제의 밀사(MBC)
- 컴퓨터 인간 맥스(MBC) - 윌리엄 모건 쉐퍼드

### 그 외 방송
- 명화의 고향(MBC)

## 같이 보기
- 문화방송